# Altes Schloss Wehr

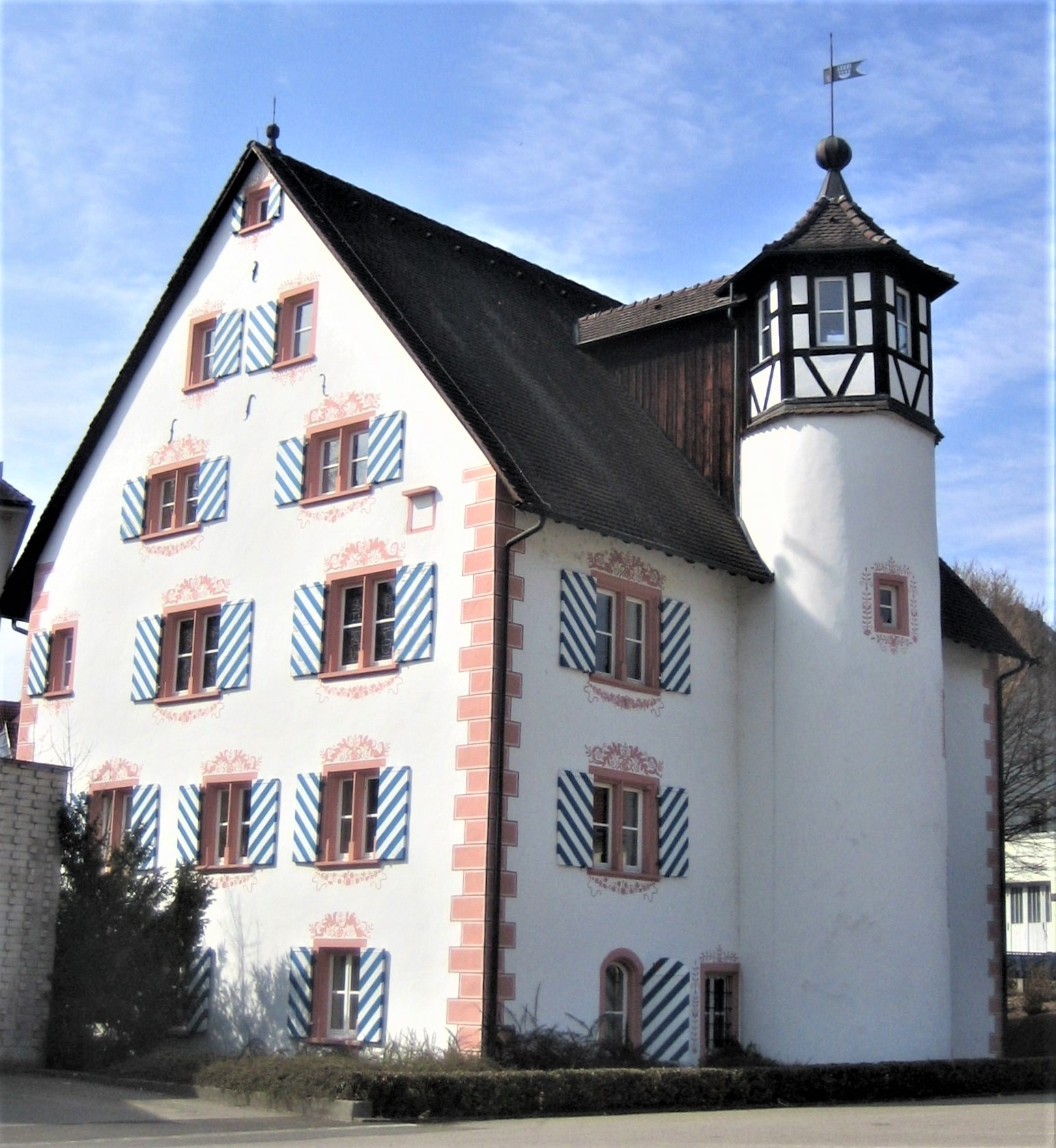
Altes Schloss Wehr – Amtshaus der Freiherren von Schönau

Das Alte Schloss Wehr, auch Schloss Wehr genannt, ist ein Schloss auf 336 Meter über NN in Ortslage der Stadt Wehr im Landkreis Waldshut in Baden-Württemberg.

## Geschichte
Auf dem Platz auf dem heute das Alte Schloss steht soll bereits 1511 Hans Freiherr von Schönau auf einem noch älteren Fundament ein Herrenhaus errichtet haben. Der heutige Bau wurde zwischen 1570 und 1574 durch Hans Jakob und Hans Rudolf von Schönau errichtet, die daraufhin die Burg Werrach oberhalb des Schlosses aufgaben. Im 17. Jahrhundert war das Schloss Sitz der Amtsverwaltung derer von Schönau, weshalb der Bau auch Amtshaus genannt wurde. Da später auch noch eine herrschaftliche Mühle eingebaut wurde, wurde das Haus auch Alte Mühle genannt. Die Stadt Wehr erwarb das Gebäude 1967 und ließ es 1974 bis 1978 restaurieren. Heute beherbergt es Teile der Stadtverwaltung, den Ratssaal und die städtische Galerie.

## Beschreibung

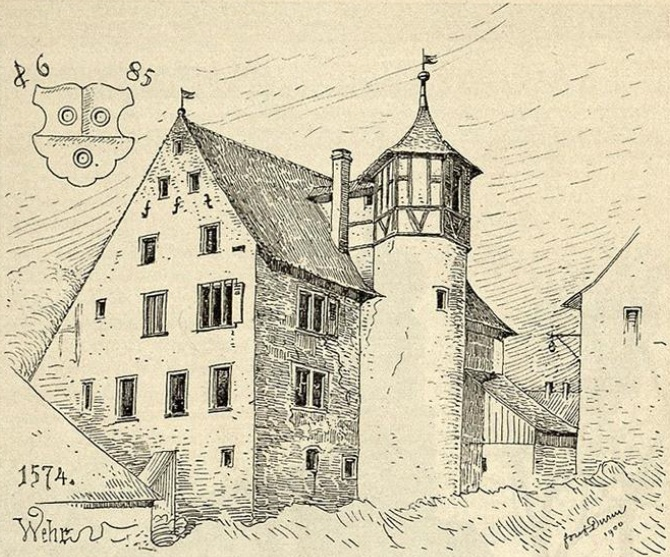
Altes Schloss Wehr – 1901; Skizze von Josef Durm

Der Bau befindet sich in der Hauptstraße 16 und ist ein dreigeschossiger Herrensitz mit markantem Treppenturm. In ähnlichem Bautyp errichteten die von Schönau auch Herrenhäuser in Lörrach-Stetten und Oeschgen im schweizerischen Fricktal. Dem quadratischen Wohnbau ist der Treppenturm mit Wendeltreppe als selbständiger Baukörper angefügt.
An der Westfront des Hauses befindet sich ein Glockenspiel mit drei Melodien, die um 9, 12, 15 und 19 Uhr ertönen. Im westlichen Vorgarten des Schlosses wird eine Sammlung alter Grenzsteine mit dem Wappen derer von Schönau gezeigt.